# János Székely (Fußballspieler)
János József Székely (* 13. Mai 1983 in Timișoara, Kreis Timiș) ist ein ehemaliger rumänischer Fußballspieler. Er spielte auch in Russland, Polen und Italien.

## Vereinskarriere

### Universitatea Cluj
Universitatea Cluj verpflichtete Székely 2003. Er kam in vier Saisons auf 90 Spiele und 22 Tore für Universitatea Cluj.

### Oțelul Galați
Im Juli 2006 gab Oțelul Galați bekannt, Székely verpflichtet zu haben. Er gab sein Debüt für Oțelul am 23. Februar 2007 im Spiel gegen Unirea Urziceni. Das Spiel endete 3:2 für Oțelul Galați.

### Steaua Bukarest
2008 wechselte Székely für ca. 1.500.000 € zu Steaua Bukarest. Im Jahr 2011 gewann er den rumänischen Pokal.

### Wolga Nischni Nowgorod
Im Sommer 2011 verließ Székely Steaua und schloss sich dem russischen Erstligisten Wolga Nischni Nowgorod an. Dort kam er in knapp eineinhalb Jahren jedoch nur zu sieben Einsätzen. Anfang April 2012 wurde sein Vertrag aufgelöst.

### Korona Kielce
Ende April 2012 unterschrieb er einen Vertrag beim polnischen Erstligisten Korona Kielce. Im Dezember 2012 wurde dort sein Vertrag nach acht Einsätzen (ein Tor) schon wieder aufgelöst.

### Rückkehr nach Rumänien
Anfang 2013 kehrte Székely nach Rumänien zurück, wo ihn erneut Universitatea Cluj unter Vertrag nahm. Er kam in der Rückrunde 2012/13 acht Mal zum Einsatz. Ab Sommer 2013 war er ein halbes Jahr ohne Engagement, ehe ihn Anfang 2014 Erstligist FC Brașov verpflichtete. Nach acht Einsätzen in der Rückrunde 2013/14 wechselte er zu Aufsteiger ASA Târgu Mureș. Dort erreichte er die Vizemeisterschaft 2015.

### Wechsel nach Italien
Im Sommer 2015 wechselte Székely zu Seregno Calcio in die italienische Serie D. In der Saison 2015/16 erreichte er mit seinem Team die Play-offs um den Aufstieg in die Serie C, schied dort aber in der zweiten Runde aus.

## Erfolge
- Rumänischer Pokalsieger: 2011